# Puig d'Ull
El Puig d'Ull és una muntanya de 613 metres que es troba al municipi de Sant Feliu de Buixalleu, a la comarca de la Selva.